# 워너원
워너원(영어: Wanna One)은 대한민국의 11인조 프로젝트 보이 그룹이다. 2017년 8월 7일에 정식 활동을 시작하였다. 2019년 1월 27일에 정식 활동이 종료되었지만, 2021년 12월 11일 MAMA를 통해서 스폐셜 무대를 진행함과 동시에 재결합 소식을 알렸다. 각자 멤버들의 스케줄로 인해 다음 활동 없이 MAMA에서만 스폐셜 무대를 하였다.

## 활동

### 데뷔 전
강다니엘, 박지훈, 이대휘, 김재환, 옹성우, 박우진, 라이관린, 윤지성, 황민현, 배진영, 하성운은 2017년 4월 7일부터 6월 16일까지 Mnet에서 방영된 《PRODUCE 101 시즌 2》에 출연하였다. 마지막회에서 데뷔 그룹명 '워너원'이 발표되었으며, 이 11명의 연습생이 워너원의 멤버로 최종 선발되었다. 같은 해 6월 27일부터 7월 2일까지 팬덤 이름을 공모하고, 6월 28일부터 7월 9일까지 팬클럽을 모집하였다. 이후 공식 팬클럽 워너블(영어: Wannable)이 결성되었다. 활활 (Burn It Up)과 에너제틱 (Energetic)'중 '에너제틱 (Energetic)'이 더 많은 표를 얻어 데뷔 타이틀곡으로 정해졌다. 워너원은 데뷔 전 Mnet에서 방영된 《Wanna One Go》를 통해 공식 손 제스처와 구호(‘All I Wanna do, Wanna One!'), 리더를 멤버들이 정하는 모습을 보여주기도 했다.

### 2017년

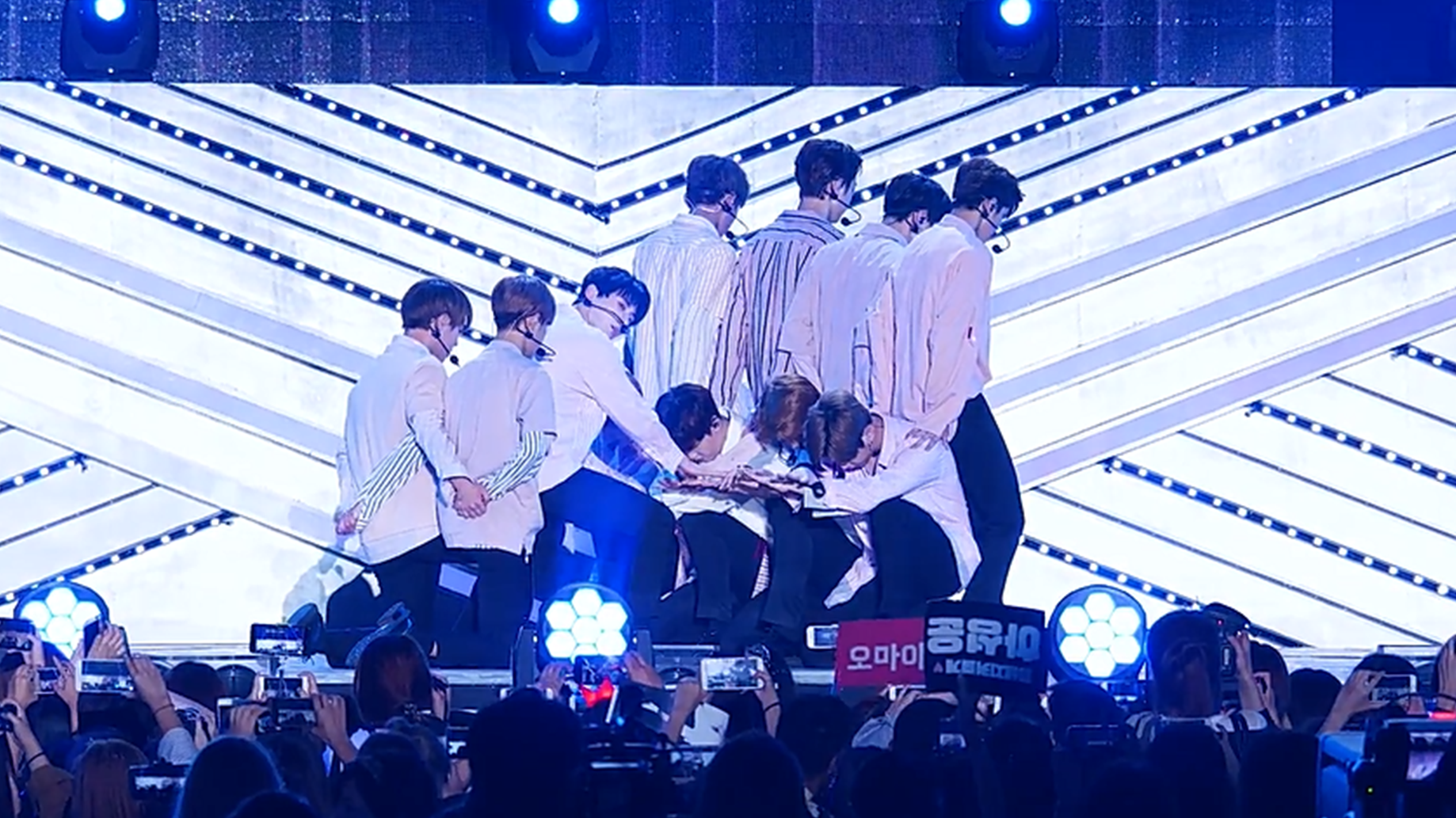
2017년 9월 9일 인천 K-POP 콘서트에서 공연 중인 워너원

2017년 8월 7일, 데뷔 앨범이자 첫 번째 미니 앨범 《1X1=1 (TO BE ONE)》을 발매하고 고척스카이돔에서 데뷔 쇼케이스 콘서트 〈워너원 프리미어 쇼콘〉을 개최하며 공식적으로 데뷔하였다. 발매 직후, 타이틀곡 '에너제틱 (Energetic)'은 모든 음원 차트에서 1위를 기록하고, '활활 (Burn It Up)'을 비롯한 수록곡들도 10위권 내에 진입하였다. 음반도 모든 음반 차트에서 1위를 기록하고, 발매 첫 주 41만 장을 판매하였으며, 현재까지 76만 장을 판매하였다. 또한, 많은 음악 방송에서 1위를 하여 15관왕을 달성했다. 같은 해 11월 13일, 첫 번째 리패키지 앨범 《1-1=0 (NOTHING WITHOUT YOU)》를 발매하였다. 발매 직후, 타이틀곡 'Beautiful'은 모든 음원 차트에서 1위를 기록하고, '갖고 싶어'를 비롯한 수록곡들도 10위권 내에 진입하였다. 음반도 모든 음반 차트에서 1위를 기록하고, 발매 첫 주 41만 장을 판매하였으며, 현재까지 64만 장을 판매하였다. 또한, 많은 음악 방송에서 1위를 하여 8관왕을 달성했다. 같은 해 12월 9일, 공식 응원봉 너블봉을 비롯한 공식 굿즈가 공개되었으며, 12월 15일부터 17일, 23일부터 24일까지 팬미팅 콘서트 〈워너원 프리미어 팬콘〉을 개최하였다. 2017년 한 해 동안 워너원은 부산 원아시아페스티벌 어워즈에서 라이징 스타상을 수상하고, 주간아이돌 어워즈에서 아이돌 챔프상을 수상했으며, 대한민국 톱스타상 시상식에서 톱가수상을 수상했다. 또한, 소리바다 베스트 케이뮤직 어워즈에서 신한류 신인상과 신한류 라이징 핫 스타상을 수상하고, 아시아 아티스트 어워즈에서도 신인상과 슈퍼루키 삼성페이상을 수상해 각각 2관왕을 달성했다. 이어 엠넷 아시안 뮤직 어워드에서 남자 그룹상, 남자 신인상, 베스트 오브 넥스트상을 수상하고, 멜론 뮤직 어워드에서도 Top 10, 신인상, 카카오 핫 스타상을 수상해 각각 3관왕을 달성했다. 워너원은 데뷔 앨범과 리패키지 앨범 판매량이 100만장을 넘어 2000년 이후 최초로 대한민국 아이돌 그룹 데뷔 앨범 밀리언 셀러가 되었다.

### 2018년
워너원은 2018년 골든 디스크에서 신인상, 한국연예제작자협회 대상 시상식에서 올해의 가수상, 이데일리 문화대상에서 콘서트 부문 최우수상을 수상하였다. 하이원 서울가요대상에서는 본상과 신인상을 수상해 2관왕을 달성했으며, 가온차트 뮤직 어워드에서는 올해의 가수상 음원 부문 11월, 올해의 가수상 앨범 부문 4분기, 올해의 신인상 앨범 부문, 팬 투표 인기상 남자 부문을 수상해 4관왕을 달성했다.
2018년 3월 5일, 스페셜 테마 트랙 '약속해요 (I.P.U.)'를 선공개하였다. 발매 직후, '약속해요 (I.P.U.)'는 모든 음원 차트에서 1위를 기록하였다. 또한, 음악 방송에서 1위를 하며 2관왕을 달성했다. 같은 해 3월 19일, 두 번째 미니 앨범 《0+1=1 (I PROMISE YOU)》를 발매하였다. 발매 직후, 타이틀곡 'BOOMERANG (부메랑)'은 주요 음원 차트에서 1위를 기록하고, 'GOLD'를 비롯한 수록곡들도 10위권 내에 진입하였다. 음반도 주요 음반 차트에서 1위를 기록하고, 발매 첫 주 38만 장을 판매해 역대 대한민국 아이돌 그룹 음반 초동 6위를 기록했으며, 현재까지 82만 장을 판매하였다. 또한, 음악 방송에서 10관왕을 달성했다.
6월 4일에는 스페셜 앨범 《1÷χ=1 (UNDIVIDED)》를 발매하였다. 타이틀곡인 '켜줘 (Light)'로 음악방송에서 7관왕을 달성했다. 이 앨범은 유닛곡이 포함된 앨범으로 발매되었다. 김재환, 강다니엘, 박우진은 지코와 함께 트리플포지션, 윤지성, 하성운, 황민현 그리고 넬은 린온미, 옹성우와 이대휘는 헤이즈와 함께 더힐, 박지훈, 배진영, 라이관린은 다이나믹 듀오와 남바완으로 곡 작업을 하였다. 스페셜 앨범 발매와 동시에 워너원은 첫 월드투어인 <Wanna One World Tour ‘ONE : THE WORLD’>를 6월 1일부터 9월 1일까지 약 3개월간 진행했다. 같은 해 11월 19일 첫 정규 앨범 《1¹¹=1(POWER OF DESTINY)》으로 컴백을 하였으며 마지막 앨범이다. 음원이 공개된 후 국내 주요 음원 차트인 멜론을 비롯해 엠넷, 벅스, 소리바다, 네이버뮤직 등의 실시간 음원 차트에서 ‘봄바람’은 차트 1위를 기록하고, 음악방송에서 7관왕을 차지했다. 지니 뮤직 어워드에서 ‘올해의 노래’로 첫 대상을 수상했으며, 멜론 뮤직 어워드에서 ‘올해의 레코드상’으로 두 번째 대상을, 대한민국 대중 음악 시상식에서 ‘가수상’으로 세 번째 대상을 수상했다. 그 외에도 소리바다 베스트 케이뮤직 어워즈에서 본상, 신한류 남자 인기상으로 2관왕, 국가브랜드 대상 시상식에서 ‘문화 부문 대상’, 지니 뮤직 어워드에서 보컬상 남자부문, MBC PLUS 스타상으로 3관왕(대상 포함), 아시아 아티스트 어워즈에서 아시아 핫티스트, 베스트 아티스트, 올해의 아티스트로 3관왕, 멜론 뮤직 어워드에서 뮤직스타일상 남자댄스부문, Top10으로 3관왕(대상 포함), 엠넷 아시안 뮤직 어워드에서 DDP 베스트 트렌드, 월드와이드 팬스 초이스 탑10, 남자 그룹상으로 3관왕, 소비자의 날 문화연예 시상식에서 '2018년 음원 소비자가 뽑은 올해의 가수상’, 대한민국 대중 음악 시상식에서 본상, 올레TV 베스트 아티스트상, 인기상을 수상하며 4관왕에 올랐다(대상 포함). 2018년 12월 31일을 끝으로 워너원의 공식적인 계약은 종료되지만, '2019년 1월에 개최되는 시상식과 콘서트는 멤버 전원이 참석하고 해체'할 것이라고 소속사는 공식 발표했다.

### 2019년
2019년 골든 디스크에서 코스모폴리탄 아티스트상, 음반부문 본상, 베스트 남자 그룹상을 수상하여 3관왕에 올랐으며, 하이원 서울가요대상에서 본상과 팬덤스쿨상을 수상하여 2관왕에 올랐다. 가온차트 뮤직 어워드에서는 오프라인앨범부문 올해의 가수상 1분기를 수상하였다. 2019년 1월 24일부터 27일까지 서울특별시 구로구 경인로 고척스카이돔에서 그룹 활동을 마무리하는 마지막 콘서트인 <2019 Wanna One Concert［Therefore］>가 열렸으며, 2019년 1월 27일을 끝으로 워너원은 해체했다.

### 2021년
2021년 12월 11일 MAMA를 통해 스폐셜무대를 진행한다. 하지만, 대한민국에 있지 않은 멤버 라이관린은 불참한다.
이 무대를 통해 음원으로 나오지 않은 곡인 'Beautiful (Part III)'이 최초 공개 되었다.

### 2022년
2022년 1월 27일 디지털 싱글 앨범 "B-Side"가 공개되었다. MAMA 무대 때 불참 했던 멤버 라이관린과 함께 'Beautiful (Part III)' 곡을 원격으로 녹음해 완전체 버전이 공개되었다.

## 이전 구성원
| 이름     | 소개 |
| -------- | --- |
| 강다니엘 | - 본명 : 강다니엘(개명 전 이름 강의건) - 생년월일 : 1996년 12월 10일 (29세) - 출생지 : 대한민국 부산광역시 - 학력 : 경희사이버대학교 실용음악학과 (재학) - 소속사 : 커넥트 엔터테인먼트 - 유닛 활동 : 트리플 포지션 (Triple Position) |
| 박지훈   | - 본명 : 박지훈 - 생년월일 : 1999년 5월 29일 (26세) - 출생지 : 대한민국 경상남도 - 학력 : 중앙대학교 공연영상창작학부 연극전공 (재학) - 소속사 : 마루기획 - 유닛 활동 : 남바완                                                        |
| 이대휘   | - 본명 : 이대휘 - 생년월일 : 2001년 1월 29일(24세) - 출생지 : 대한민국 서울특별시 - 학력 : 글로벌사이버대학교 방송연예학과 (재학) - 소속사 : 브랜뉴뮤직 - 유닛 활동 : 더힐 (The Heal) - 소속그룹 : AB6IX                              |
| 김재환   | - 본명 : 김재환 - 생년월일 : 1996년 5월 27일(28세) - 출생지 : 대한민국 서울특별시 - 학력 : 호원대학교 실용음악과 보컬전공 (휴학) - 소속사 : 스윙 엔터테인먼트 - 유닛 활동 : 트리플 포지션 (Triple Position)                           |
| 옹성우   | - 본명 : 옹성우 - 생년월일 : 1995년 8월 25일(29세) - 출생지 : 대한민국 인천광역시 - 학력 : 동서울대학교 연기예술과 (졸업) - 소속사 : 판타지오 - 유닛 활동 : 더힐 (The Heal)                                                           |
| 박우진   | - 본명 : 박우진 - 생년월일 : 1999년 11월 2일(25세) - 출생지 : 대한민국 부산광역시 - 학력 : 글로벌사이버대학교 방송연예학과 (재학) - 소속사 : 브랜뉴뮤직 - 유닛 활동 : 트리플 포지션 (Triple Position) - 소속그룹 : AB6IX              |
| 라이관린 | - 본명 : 라이관린 (賴冠霖) - 생년월일 : 2001년 9월 23일(23세) - 출생지 : 중화민국 신베이시 - 학력 : 린커우 국민중학 (중퇴) - 소속사 : 샤먼유린문화미디어 - 유닛 활동 : 남바완                                                         |
| 윤지성   | - 본명 : 윤지성 - 생년월일 : 1991년 3월 8일(34세) - 출생지 : 대한민국 강원도 - 학력 : 동국대학교 영상대학원 공연예술학과 (휴학) - 소속사 : DG 엔터테인먼트 - 유닛 활동 : 린온미 (Lean On Me)                                          |
| 황민현   | - 본명 : 황민현 - 생년월일 : 1995년 8월 9일(29세) - 출생지 : 대한민국 부산광역시 - 학력 : 인하대학교 연극영화과 (휴학) - 소속사 : 플레디스 엔터테인먼트 - 유닛 활동 : 린온미 (Lean On Me) - 소속그룹 : 전 뉴이스트                    |
| 배진영   | - 본명 : 배진영 - 생년월일 : 2000년 5월 10일 (23세) - 출생지 : 대한민국 서울특별시 - 학력 : 리라아트고등학교 디지털사운드콘텐츠과 (졸업) - 소속사 : C9 엔터테인먼트 - 유닛 활동 : 남바완 - 소속그룹 : 씨아이엑스                      |
| 하성운   | - 본명 : 하성운 - 생년월일 : 1994년 3월 22일 (29세) - 출생지 : 대한민국 경기도 - 학력 : 동아방송예술대학교 방송연예과 K-POP 전공 (졸업) - 소속사 : 빅플래닛메이드엔터 - 유닛 활동 : 린온미 (Lean On Me) - 소속그룹 : 전 핫샷          |